# سینت آنا تر میدن
سینت آنا تر میدن (به هلندی: Sint Anna ter Muiden) یک منطقهٔ مسکونی در هلند است که در اسلایس واقع شده‌است. سینت آنا تر میدن ۵۰ نفر جمعیت دارد.